# 39의 저주
39의 저주, 그리고 39 공포증(triakontenneaphobia)은 아프가니스탄의 일부 지역에서 39라는 숫자가 저주받거나 매춘과 관련이 있다고 알려져 있는 수치심의 배지라는 믿음이다.

## 기원
미신의 유래는 분명치 않지만, 서부의 헤라트 시에 살고 있는 포주와 관련이 있다는 주장이 널리 제기되어 왔으며, 그는 비싼 차의 등록 번호와 아파트 번호를 따서 '39'라는 별명을 얻었다. 이 숫자는 말 그대로 "죽은 소"라는 뜻이지만 포주에게 잘 알려진 속어라는 뜻의 모르다-고우(morda-gow)로 번역된다고 한다. 다른 사람들은 부패한 경찰 관리들이 "39" 판을 바꾸는데 200달러에서 500달러 사이의 요금을 부과하기 위해 이 소문을 퍼뜨리고 있다고 비난했다.
카불 교통면허 등록부의 압둘 카데르 사문왈(Abdul Qader Samoonwal)에 따르면, 관계자들은 자동차 딜러들을 비난했고 "마피아에서 일하는 사람들은 39개의 번호판이 달린 자동차를 더 싼 가격에 사고 번호판을 바꾼 후에 더 높은 가격에 팔 수 있도록" 39 저주 루머를 전파했다고 한다.

## 예시
39라는 숫자가 들어간 차량 번호판은 숫자가 적힌 차량이 수도 카불에서는 사실상 팔 수 없다고 할 정도로 바람직하지 않은 것으로 보인다. 그러한 차량의 운전자들은 보행자와 다른 운전자들로부터 학대, 조롱, 그리고 다른 원하지 않는 관심을 받고 있다고 보고했고, 몇몇은 번호를 위장하기 위해 그들의 등록 번호판을 개조했다. 그러한 차량의 운전자들은 보행자와 다른 운전자들로부터 학대, 조롱, 그리고 다른 원하지 않는 관심을 받고 있다고 보고했고, 몇몇은 번호를 위장하기 위해 그들의 등록 번호판을 개조했다. 이 문제는 정부가 39년부터 등록 번호판을 발급하기 시작한 2011년 3월 이란력 이후 카불에서 특히 문제를 일으켰다. 벌금의 위협에도 불구하고, 많은 운전자들은 39번이 여전히 자동차에 있으면 자동차 등록을 거부했다. 39번 숫자가 들어간 번호판을 단 운전자들은 '콜로넬 39'와 같은 별명을 받는다고 신고했다. 휴대전화 소유주들도 비슷한 문제에 부딪혀 발신자 번호를 숨기거나 아예 번호를 바꾸어야 했다. 39세의 일부 아프간인들은 자신을 "40세 미만" 또는 "1년 ~ 40세"라고 부른다(파슈토: یک کم چهل, 로마자: yak kam chehl).
2010년 아프간 총선 당시 물라 타라킬(Mullah Tarakhil) 후보의 경호원들이 교통사고 후 민간인을 향해 총격을 가해 2명이 숨졌는데, 그가 39위에 올랐기 때문에 타라킬을 조롱하는 반응을 보였다고 한다.

## 반응
아프간 정부 관리들과 수치학자들은 비록 별 성과가 없기는 하지만 약 39건의 주장을 받아들여 보려고 노력했다. 카불 교통부의 책임자인 아사둘라 장군은 이 문제를 "말도 안 되는 일"이라며 "39는 그저 숫자일 뿐"이라고 설명했다. 그는 이 숫자에 대한 종교적인 금지는 없으며 그의 부서는 쿠란에서 39라는 숫자를 어디서 찾을 수 있는지, 그리고 이 숫자가 "알라"라는 이름에서 유래될 수 있는 공식까지 발표함으로써 대중을 안심시키려고 노력해왔다.
유명한 수학자 세디크 아프간도 사람들이 이 숫자의 부정적인 면만 보고 있다며 "아프가니스탄병"이라고 말했다. 그는 텔레비전 시청자들에게 그 숫자를 여드름과 연관짓는 것은 "우리 쿠란의 57개의 수라들이 39라는 숫자를 포함하고 있기 때문에 죄"라고 말했다. 인기 있는 텔레비전 풍자 프로그램인 '위험 벨'은 이 문제를 부각시켰지만, 이 문제를 더욱 널리 알리는 데 성공했을 뿐이다.
일부 자동차 딜러들은 월 스트리트 저널에 이 문제가 주로 카불에 존재하기 때문에 이익을 얻을 수 있었다. 한 딜러점은 월 스트리트 저널에 말했다. "그는 39를 카불에 있는 자동차의 구입 가격을 수천 달러 할인한 다음, 돌아서서 주변 지방에 이윤을 내고 팔 수 있을 것이다."
등록 번호판에 '39'가 있는 차량 소유주들은 스스로 문제를 해결하려고 노력해왔다. 많은 사람들이 자신들만의 접시를 "편집"하거나 불쾌감을 주는 숫자 위에 그림을 그리거나 테이프로 칠하거나 숫자 3을 8처럼 보이도록 바꾸거나 심지어 전체 접시에 덮어서 "편집"했다. 한 운전자는 NPR에 "여기서 일하면서 생계를 유지하다 보니 이 차를 운전할 수밖에 없다. 하지만 39번 접시를 파란 시트로 덮어야 해. 나는 이 조직의 존엄성과 나 자신의 존엄성을 지키기 위해 이렇게 한다."고 주장했다.

## 같이 보기
- 13 공포증
- 4자 금기